# ونسا آموروسی
ونسا جوی آموروسی (زاده ۸ اوت ۱۹۸۱) خواننده، ترانه‌سرا و هنرمند موسیقی استرالیایی است. مجموع فروش آلبوم و تک آهنگ او در سراسر جهان به بیش از دو میلیون رسیده‌است.
آموروسی در سال ۱۹۹۹ با انتشار اولین تک‌آهنگ خود به نام «نگاه کن» به شهرت رسید که در استرالیا به مقام طلا رسید. سال بعد، او با اولین آلبوم استودیویی خود، قدرت به موفقیت بین‌المللی دست یافت. او هم در مراسم افتتاحیه بازی‌های المپیک ۲۰۰۰ و هم در مراسم اختتامیه آن در سیدنی اجرا کرد. " کاملاً همه " که در مراسم اختتامیه اجرا شد، که به سرود غیررسمی بازی تبدیل شد، در استرالیا و بسیاری از کشورهای اروپایی از جمله بریتانیا و آلمان به یک موفقیت بزرگ تبدیل شد. پس از دومین آلبوم استودیویی، تغییر، در سال 2002 و چندین سال دور از کانون توجه، آموروسی در سال ۲۰۰۸ با انتشار سومین آلبوم استودیویی خود با نام جایی در دنیای واقعی بازگشت. موفق‌ترین تک‌آهنگ آلبوم، " عالی "، بازگشت او به ۵ تک آهنگ برتر ای‌آرآی‌ای را نشان داد و در سال ۲۰۰۸ بیشترین پخش‌شده‌ترین آهنگ استرالیایی را در رادیو استرالیا داشت. چهارمین آلبوم استودیویی او، خطرناک، در سال ۲۰۰۹ دنبال شد و دومین آلبوم پرفروش Amorosi در استرالیا پس از اولین آلبوم او، The Power است. این اولین تک آهنگ شماره یک او با نام «این کسی هستم که هستم» را تولید کرد.